# 이귀재
이귀재는 전북대학교의 전 부총장이다. 그는 2013년 서거석이 전북대학교 총장으로 재임하던 서거석에게 2013년 11월 회식 자리에서 폭행을 당했다는 공방에 회부되었다. 서거석이 교육감에 출마하자 이귀재는 진술을 번복해 서거석이 폭행한 적 없다고 위증하였다. 그의 위증에 따라 1심에서는 서거석이 무죄를 받았지만, 위증이 밝혀져 기소되었고 서거석도 교육감직을 잃었다.
그는 2019년 전북대학교 부총장에 취임하였다.